# Hortense Dury-Vasselon
Pour les articles homonymes, voir Dury.
Hortense Dury-Vasselon (née Marie Gabrielle Hortense Dury le 14 novembre 1860 à Paris, où elle est morte le 3 janvier 1924) est une peintre française de fleurs.

## Biographie
D'abord élève de Mathurin Moreau, Marie Gabrielle Hortense Dury expose dès 1881 au Salon. Ensuite élève d'Antoine Vollon, elle épouse en 1882 le peintre Marius Vasselon. Le couple a trois enfants (Gabrielle, Jeanne et Marthe - mère du peintre Claude Le Baube). Les trois filles apprennent à dessiner et peindre et exposent très jeunes au salon, et jusqu'au déclenchement de la Première Guerre mondiale.
Hortense Dury-Vasselon travaille et habite à Montmartre, avec Marius Vasselon, son époux, leur atelier donnant sur le no 9 de la rue Bochart-de-Saron (entrée au no 2 de la rue Crétet). Ils travaillent fréquemment aussi à La Baule, séjournant dans une villa qu'ils possèdent sur le bord de mer (« Ker Marthe »). 
C'est une peintre de natures mortes et de fleurs, influencée par l'École Lyonnaise, avec laquelle l'artiste est familiarisée tant à travers l'enseignement reçu de Vollon qu'en raison de ses attaches familiales,.
Elle est Sociétaire des artistes français en 1887, et obtient au Salon de 1898 une mention honorable. En 1909 elle obtient le Prix de nature morte de l'Union des Femmes peintres et sculpteurs. En 1911 elle participe à l'Exposition internationale de Turin.

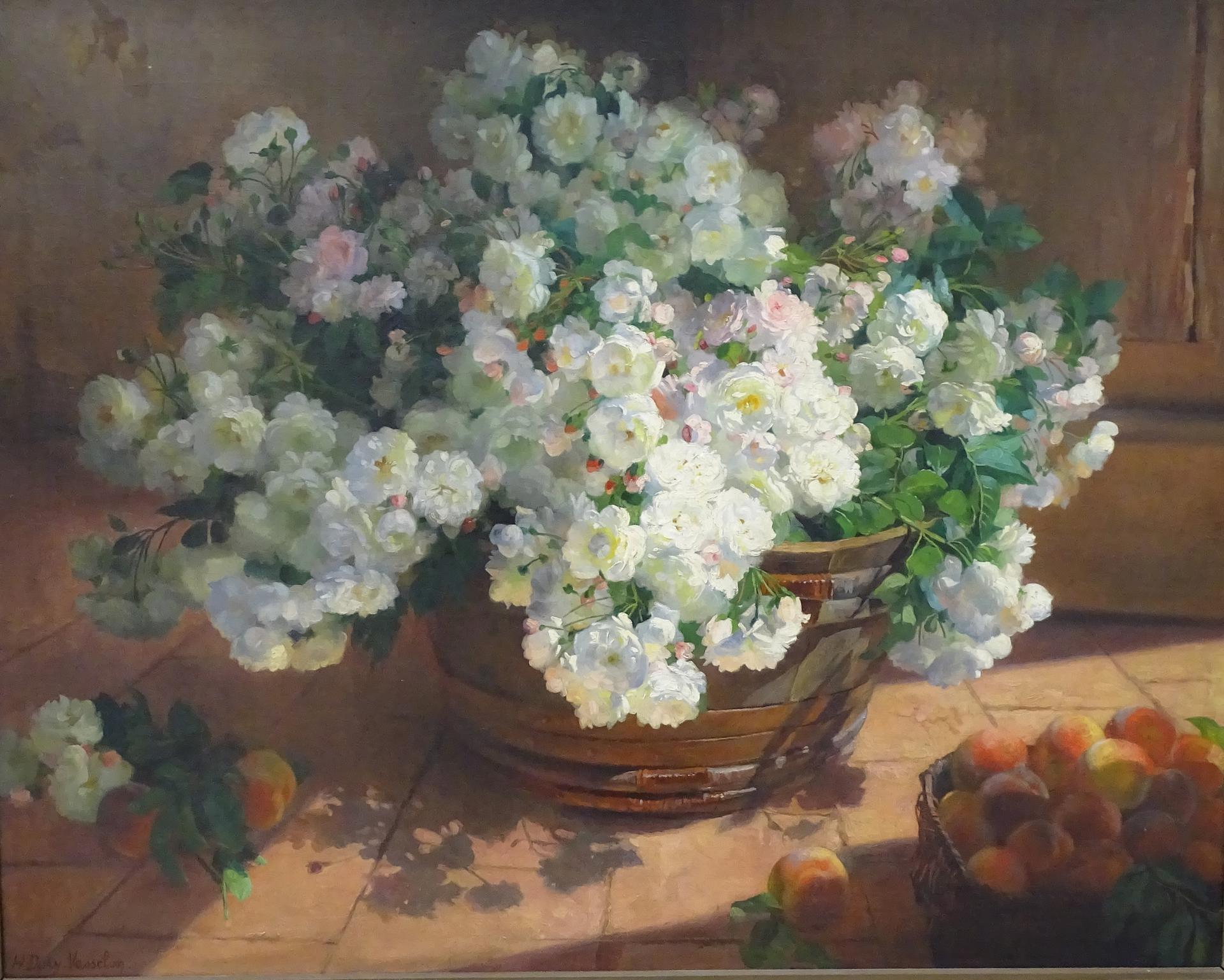
Musée des Beaux-Arts de Tours - Hortense Dury-Vasselon - Roses Blanches et pèches (1909)

Elle est officier de l'Instruction Publique.

## Expositions
- Salons de 1909 (Composition de roses et de lys), 1923 (Roses cent feuilles).
- Salon d'Hiver en 1923 et en 1924.

## Œuvres
- Bouquet de roses - 92 x 74 cm, huile sur toile
- Jeté de fleurs - 54 x 65 cm, huile sur toile
- Vase de roses - 16 x 22 cm, huile sur toile
- Still Life with Melon	- 61 x 73,7 cm, huile sur toile
- Jeté de roses - 32 x 41 cm, huile/panneau -
- 1891 : Bouquet de marguerites, coquelicots et fleurs des champs, 116 x 91 cm, huile/toile
- Composition aux roses et au livre - 33 x 41 cm, huile/panneau
- Vase de roses - 16 x 22 cm, huile/toile -
- Stilleben mit Rosen in gemusterter Vase - 46,5 x 38 cm, huile sur toile
- Nature morte aux fleurs et au livre - 32,5 x 41 cm, huile/panneau
- 1897 : Jeté de roses - 30 x 40,5 cm, huile/toile
- Nature morte aux roses et livre - 32 x 41 cm, huile/panneau
- Roses dans une coupe en cristal - 50 x 61 cm, huile/toile
- Bouquet de roses dans une chevrette en faïence - 65,5 x54 cm, huile/toile
- Panier de fleurs, fruits et éventail - 73 x 92 cm, huile sur toile
- Bouquet de fleurs dans un panier - 94 x 74,5 cm
- 1913 : Jeté de fleurs - 49 x 61 cm, huile/panneau
- Nature morte aux faisans - 73 x 92 cm, huile/toile
- Vase de roses - 50 x 61 cm, huile/toile
- 1909 : Bouquet de fleurs - 54 x 64 cm, huile/toile
- Bouquet de fleurs, huile/toile
- 1898 : Bouquet de roses et œillets reposant sur une table en marqueterie - 65 x 80 cm, huile/toile
- Fleurs dans un vase en grès - 65 x 54 cm, huile/toile
- Fleurs dans un vase - 65 x 50 cm, huile/toile
- Assorted flowers in a glass vase - 55 x 46 cm, huile sur toile
- Composition de roses à la statue de la Victoire - 92 x 72 cm, huile/toile
- Bouquet de roses dans une jardinière d'argent - 74 x 92 cm, huile/toile
- Corbeille de pêche et branche de prunier - 38,5 x 46,5 cm, huile/toile
- Bouquet de roses dans un vase à monture de bronze - 92 x 73 cm, huile/toile
- 1884 : Vase de fleurs - 82 x 65 cm, huile/toile
- Still life of peonies - 72 x 93 cm, huile sur toile

### Œuvres dans les musées
- Musée des Beaux-arts de Tours : Roses blanches et pêches (huile sur toile), acquis par le musée en 1909[5].
- Musée des Beaux-arts de Tours : Bouquet de roses (huile sur toile)[5].

## Postérité

### Expositions rétrospectives
- Exposition "EXHIBITION ! Calme, nature et volupté", Musée des Beaux-arts de Tours, 2020[10].

### Lieux portant son nom
- Villa Hortense-Dury-Vasselon, à Paris, dans le 20e arrondissement.